# Высоковское
Высоковское — опустевшая деревня в Поназыревском районе Костромской области. Входит в состав Хмелёвского сельского поселения.

## География
Находится в восточной части Костромской области на расстоянии приблизительно 22 км на север-северо-восток по прямой от районного центра поселка Поназырево.

## Население
Постоянное население не было учтено как в 2002 году, так и в 2022.